# سفارة دولة فلسطين لدى كوبا
سفارة دولة فلسطين لدى كوبا هي الممثلية الدبلوماسية العُليا لدولة فلسطين لدى كوبا. تقع السفارة في هافانا.